# 삼기면 (익산시)
삼기면(三箕面)은 대한민국의 전북특별자치도 익산시에 설치된 면이다. 삼기라는 명칭은 주산인 삼기산에서 연유되었다.

## 개요
전형적인 논·밭농사의 농업이 발달한 광활한 면으로 하나로가 2006년 계통되어 시내와 5분 거리에 위치하여 도시와 인접하여 있다. 지리적으로는 익산시 황등면, 금마면, 낭산면, 부송동과 경계를 이루고 있으며 삼기면 기산리 소재 삼기농공단지 내 21개 업체가 입주하여 공장 가동이 활발하여 전국에서도 성 공한 농공단지를 자랑하고 있다.

## 역사
- 조선시대 전라도 익산군 율촌면(栗村面)·기제면(己梯面)·구문천면(九文川面)
- 1895년 음력 윤5월 1일 전주부 익산군[2]
- 1896년 8월 4일 전북특별자치도 익산군[3]
- 1914년 4월 1일 율촌면, 기제면, 구문천면을 전라북도 익산군 삼기면으로 개편하였다.[4] (6리)
- 1995년 5월 10일 전라북도 익산시 삼기면[5]

## 법정리
- 간촌리(間村里): 행정복지센터 소재지
- 기산리(箕山里)
- 서두리(西豆里)
- 연동리(蓮洞里)
- 오룡리(五龍里)
- 용연리(龍淵里)